# Nel (рэпер)
Игорь Олегович Пустельник (род. 27 ноября 1988, Якутск, СССР), более известный под псевдонимом Nel — российский рэп-исполнитель и битмейкер. Участник группы Marselle вместе c L’One и бывший участник лейбла Phlatline. Создатель своей линии одежды TRPL BLACK совместно со streetwear-брендом ZIQ & YONI.

## Биография

### Ранний период
Игорь Пустельник родился 27 ноября 1988 года в городе Якутск. С 11 лет начал слушать хип-хоп и заниматься созданием музыки. Добившись лучших результатов, он решил попробовать свои силы в Москве, поскольку рамки маленькой медиасферы Якутска начали его уже теснить, несмотря на то, что в своей деятельности он добился большого успеха.
Под предлогом того, что едет в Москву поступать на факультет журналистики столичного вуза, а на самом деле задавшись целью развивать своё творчество, Пустельник и его старый друг Леван Горозия (L’One) вместе перебрались в столицу, где вдвоём стали снимать съёмную квартиру.
На факультет Пустельник поступил, но после двух лет очного обучения, перевёлся на заочное, чтобы сконцентрироваться на своём творчестве. После госэкзаменов артист ушёл в учебный отпуск.

### Музыкальная карьера

#### 2007 год
Путь в хип-хоп, как отмечалось выше, Nel начал ещё в юности. Он и его старый друг L’One вместе основали группу Marselle. В основном L’One занимался написанием текстов, а Nel — наложением на них хип-хоп-музыки.
Nel’а обычно причисляют к рядам intelligent-хип-хопа. Трек «Москва» на протяжении 32-х недель занимал первое место в хит-параде NEXT FM.
В 2007 году группа заключила контракт с представительством крупного немецкого музыкального лейбла Phlatline. Тогда же вышел первый микстейп лейбла I’am the Russian dream vol.1.

#### 2008 год
12 июня 2008 года группа Marselle выпустила трек «Он был» и видеоклип на него.
9 сентября группа Marselle выпустила видеоклип на песню «Москва» (при участии Кнары), которая позже вошла в дебютный альбом «Mars».
20 октября рэпер ST выпустил дебютный альбом «Сто из ста», в котором  Nel принял участие в записи совместной композиции «Не надо быть мной» и в продюсировании трека «BEEF».
Затем группа Marselle выпустила три микстейпа — «Mars Mic ON», «Marc FM» и «Новый день» совместно с Kadi & Zoit, а также реалити-шоу в интернете, где зрители могли ознакомиться с процессом записи треков.
20 ноября группа Marselle выпустила дебютный студийный альбом «Mars», состоящий из 19 треков, в записи которого приняли участие приглашённые рэп-исполнители Баста и ST, а также R&B-певицы Теона Дольникова и Кнара. Его назвали лучшим приложением к новым Air Force 1. На три трека из этого альбома были сняты видеоклипы.

#### 2009 год
5 мая 2009 года рэпер Dza-Dze выпустил альбом «Подписка о невыезде», в котором Nel и ТиКур приняли участие в записи совместного трека «Для неё».
8 октября группа выпустила клип на трек «Закрути блант» с их альбома «Mars».
В этом же году во втором сезоне шоу «БиTVа за Респект» на телеканале «Муз-ТВ» группу Marselle представлял Nel, который и одержал окончательную победу. Благодаря этому группа получила более широкую известность среди русскоязычных любителей хип-хопа.
1 декабря рэпер Guf выпустил второй студийный альбом «Дома», в котором Nel принял участие в продюсировании трека «Для неё».
4 декабря вышел микстейп Phlatline in da building, приуроченный к пятилетию лейбла. На этом диске были представлены новые работы Marselle и ST. В поддержку компиляции был снят видеоклип на трек Marselle и ST — «В твоём доме». Marselle отыграли концерты с различными музыкантами и DJ Booch. В том же году был представлен подкаст «Mars FM».

#### 2010 год
6 сентября ST & DJ Maxxx выпустили совместный микстейп «Скажи мне кто?», в котором Nel принял участие в записи совместного трека «Мы любим».
25 ноября Nel выпустил совместный трек с рэпером ST — «Рэп не штампуется», а также видеоклип на него. Позже трек вошёл во второй альбом ST — «На100ящий», который вышел 11 февраля 2011 года и в его первый сборник — «25», который вышел 23 сентября 2013 года на его 25-й день рождения.
10 декабря L’One и DJ Pill.One выпустили совместный микстейп «L», в котором Nel принял участие в записи совместного трека «Фиолетовый куш».

#### 2011 год
11 февраля ST выпустил второй альбом «На100ящий», в котором Nel принял участие в продюсировании альбома и в записи совместного трека — «Рэп не штампуется» и «Спой мне».
7 апреля группа выпустила видеоклип на трек «Она» с их дебютного альбома Mars.
11 ноября группа выпустила трек «Всё, что мне нужно» и клип на него, который является видеоприглашением на концерт в трёх городах — Москва, Санкт-Петербург и Челябинск.
11 декабря вышел клип на трек «Москва», выход которого спонсировал Тимур Бекмамбетов, сделав композицию саундтреком к фильму «Фантом».
31 марта группа Marselle, ST и DJ Booch по неизвестным причинам прекратили сотрудничество с хип-хоп-агентством Phlatline.

#### 2012 год
21 января L’One объявил, что из-за творческих разногласий группа Marselle навсегда распалась. Позднее он пояснил, что ответ на вопрос, почему распалась группа, можно найти в треке Nel’а «По барабану»: «Кому-то по барабану, а кто-то хочет работать. Основная причина распада группы — это разный подход к работе».
После распада группы Marselle, Nel работал над сольным материалом и являлся саунд-продюсером многих рэп-исполнителей страны.
13 июня выпустил трек «#ДАВАЙДОСВИДАНИЯ» и официальное видео на него совместно с Тимати, L’One, ST, Jenee, 5 Плюх и Мишей Крупином.
2 декабря выпустил трек «XXIV» и клип на него в честь своего 24-летия, а потом этот трек вошёл в его первый мини-альбом — «Не спеша», который вышел 24 апреля.

#### 2013 год
24 апреля выпустил трек «По барабану» и клип на него а потом этот трек вошёл в его первый мини-альбом — «Не спеша», который вышел 24 апреля.
30 июля Nel выпустил первый мини-альбом «Не спеша». В него вошло 6 треков, в записи которого принял участие один приглашённый исполнитель — Миша Крупин. На 3 трека были сняты клипы:
- 2 декабря 2013 года — «XXIV»;
- 24 апреля — «По барабану»;
- 3 декабря — «10 лет назад»[12];

#### 2014 год
29 января выпустил клип на трек «Но пока я здесь» c его первого мини-альбома «Не спеша».
18 февраля DJ Philchansky и DJ Daveed выпустили совместный микстейп «#КАМЕНОЛОМНЯ», в котором Nel принял участие в записи трека «#NEL».
25 февраля рэпер «Жара» выпустил первый студийный альбом и назвал его в честь своего псевдонима — «Жара», в котором Nel принял участие в записи совместного трека «Прелести».
25 марта Мот выпустил третий студийный альбом «Azbuka Morze», в котором Nel принял участие в записи совместного трека «24/7».
29 марта выпустил трек «Остаюсь собой» и видеоклип на него, а потом этот трек вошёл в его первый мини-альбом — «Не спеша», который вышел 24 апреля.
4 июня Nel выпустил второй мини-альбом «XO», состоящий из 7 треков, в записи которого приняли участие приглашённые рэп-исполнители — Иракли, ST, Баста и Александр Бабенко. На 3 трека были сняты клипы:
- 29 марта — «Остаюсь собой»;
- 8 июня — «Rock’n’Roll» совместно с ST[15];
- 5 ноября — «Мне это нравится» совместно с Иракли[16]

#### 2015 год
1 января ST выпустил четвёртый альбом «Почерк», в котором Nel, L’One и Александр Бабенко приняли участие в записи совместного трека «Всё и сразу», а 26 мая вышел клип на него.
6 октября L’One выпустил второй студийный альбом «Одинокая вселенная», в нём Nel принял участие в продюсировании трека «Всё или ничего» и в записи совместного трека «Марс» вместе с Александром Бабенко, а 8 ноября вышел клип на него.
20 ноября Смоки Мо выпустил переиздание своего первого студийного альбома «Кара-Тэ» — «Кара-Тэ. 10 лет спустя», в котором Nel принял участие в ремиксе трека «46».
5 декабря Nel выпустил третий мини-альбом «VSOP», состоящий из 5 треков, в записи которого приняли участие приглашённые рэп-исполнители — L’One и B.K.

#### 2016 год
29 апреля L’One выпустил второй мини-альбом «С самых низов», в котором Nel принял участие в записи совместного трека «Рутина» и в продюсировании двух треков — «Эльдорадо» и «Рутина».
15 июля Nel выпустил четвёртый мини-альбом «VS», состоящий из трёх треков, в записи которого принял участие L’One. 21 июля выпустил клип на трек «Сон — для слабаков» из этого мини-альбома.
26 сентября L’One выпустил третий альбом «Гравитация», в котором Nel принял участие в продюсировании пяти треков — «Дорога», «Медаль на медаль», «Гравитация», «Мой путь» и «Марсианин» и в записи совместного трека «Брат за брата» вместе с Пандой.

#### 2017 год
24 октября L’One выпустил третий мини-альбом «1985», в котором Nel принял участие в продюсировании и в записи совместного трека «Хоккеисты», а 1 декабря вышел видеоклип на него.

## Личная жизнь
Холост, детей нет.

## Дискография
Мини-альбомы
- 2013 — Не спеша
- 2014 — XO
- 2015 — VSOP
- 2016 — VS
- 2021 — Ностальгия

Синглы
- 2012 — «#ДАВАЙДОСВИДАНИЯ» (feat. Тимати, L’One, ST, 5 Плюх, Jenee, Миша Крупин)
- 2015 — «Садись прокачу» (feat. L’One)

### В составе группыMarselle
Альбомы
- 2008 — Mars
- 2019 — 2008

Микстейпы
- 2007 — I’am the Russian dream vol.1 (Phlatline dubplate)
- 2008 — Mars Mic ON
- 2008 — Mars FM
- 2008 — «Новый день» (совместно с Kadi & Zoit)
- 2009 — Phlatline In Da Building (совместно с ST)

### Участие на альбомах других исполнителей
- L'One — «Одинокая вселенная» («Марс» (скрытый трек)), «С самых низов» («Рутина»), «Гравитация» («Брат за брата»), «1985» («Хоккеисты»)
- ST — «На100ящий» («Рэп не штампуется», «Спой мне»), «25» («Рэп не штампуется»), «Почерк» («Всё и сразу»)
- ST & DJ Maxxx — «Скажи мне кто?» («Мы любим»)
- L’One & DJ Pill.One — «L» («Фиолетовый куш»)
- Dza-Dze — «Подписка о невыезде» («Это моё время»)
- Гиги & Мэт Квоты — «Другие 2» («Не про газ»)
- DJ Philchansky & DJ Daveed — «#КАМЕНОЛОМНЯ» («#NEL»)
- Мот — «Azbuka Morze» («24/7»)
- Жара — «Жара» («Прелести»)
- Смоки Мо — «Кара-Тэ 10 лет спустя» («46» (Nel Remix))

## Видеоклипы
В составе «Marselle»
| Год  | Название                                                                                   | Режиссёр(ы)            | Альбом/Мини-альбом/Микстейп |
| ---- | ------------------------------------------------------------------------------------------ | ---------------------- | --------------------------- |
| 2008 | «Он был»                                                                                   | Неизвестно             | «Mars FM»                   |
| 2008 | «Москва» (feat. Кнара)                                                                     | Неизвестно             | «Mars»                      |
| 2009 | «Закрути блант»                                                                            | Rap Makers Production  | «Mars»                      |
| 2009 | «В твоём доме» (& ST)                                                                      | Perfect Pro            | «Phlatline in da building»  |
| 2011 | «Всё, что мне нужно» (Видеоприглашение на концерт в Москве, Санкт-Петербурге и Челябинске) | Sasha Levin production | Сингл                       |
| 2011 | «Она»                                                                                      | Hype Incorporated      | «Mars»                      |
| 2011 | «Москва» (feat. Катя Нова) (OST Фантом)                                                    | Неизвестно             | «Mars»                      |
| 2019 | «Марс навсегда»                                                                            | Leo Gorenshteyn        | Сингл                       |
| 2020 | «Вертикаль» (feat. Егор Сесарев)                                                           | Ilya Makovkin          | Сингл                       |

Соло
| Год  | Название                                                                 | Режиссёр(ы)                      | Альбом/Мини-альбом/Микстейп                        |
| ---- | ------------------------------------------------------------------------ | -------------------------------- | -------------------------------------------------- |
| 2010 | «Кассета рэпа»                                                           | Роман Трофимов                   | «Phlatline in da building»                         |
| 2010 | «Рэп не штампуется» (feat. ST)                                           | Long Story Production            | «На100ящий» и «25» (студийный альбом и сборник ST) |
| 2012 | «#ДАВАЙДОСВИДАНИЯ» (feat. Тимати, L'One, ST, Jenee, 5 Плюх, Миша Крупин) | Неизвестно                       | Сингл                                              |
| 2012 | «XXIV»                                                                   | Рустам Романов                   | «Не спеша»                                         |
| 2013 | «По барабану»                                                            | Рустам Романов и Антон Трушников | «Не спеша»                                         |
| 2013 | «10 лет назад»                                                           | Nel и Станислав Митянин          | «Не спеша»                                         |
| 2014 | «Но пока я здесь»                                                        | Nel и Станислав Митянин          | «Не спеша»                                         |
| 2014 | «Остаюсь Собой»                                                          | Nel и Станислав Митянин          | «XO»                                               |
| 2014 | «Rock'n'Roll» (feat. ST)                                                 | Сергей Grey                      | «XO»                                               |
| 2014 | «Мне это нравится»(feat. Иракли)                                         | Сергей Grey                      | «XO»                                               |
| 2015 | «Всё и сразу» (feat. ST, L’One & Александр Бабенко)                      | Сергей Grey                      | «Почерк» (студийный альбом ST)                     |
| 2015 | «Марс» (feat. L’One & Александр Бабенко)                                 | Екатерина Телегина               | «Одинокая Вселенная» (студийный альбом L’One)      |
| 2016 | «Сон —для слабаков»                                                      | Станислав Митянин                | «VS»                                               |
| 2017 | «Хоккеисты» (feat. L’One)                                                | Медет Шаяхметов                  | «1985» (мини-альбом L’One)                         |

## Фильмография
- 2011 — «Фантом» — песня «Москва» (в составе Marselle)
- 2013 — «Любовь в большом городе 3» — песня «#ДАВАЙДОСВИДАНИЯ» (feat. Тимати, L'One, ST, Jenee, 5 Плюх & Миша Крупин)
- 2017 — «Притяжение» — песня «Брат за брата» (feat. L’One & Паанда) из студийного альбома L’One — «Гравитация»
- 2017 — «Чернобыль. Зона отчуждения» — песня «Хоккеисты» (feat. L’One) из мини-альбома L’One — «1985»[18]